# Лужиця

Герби Верхньої й Нижньої Лужиці

Розташування в Європі

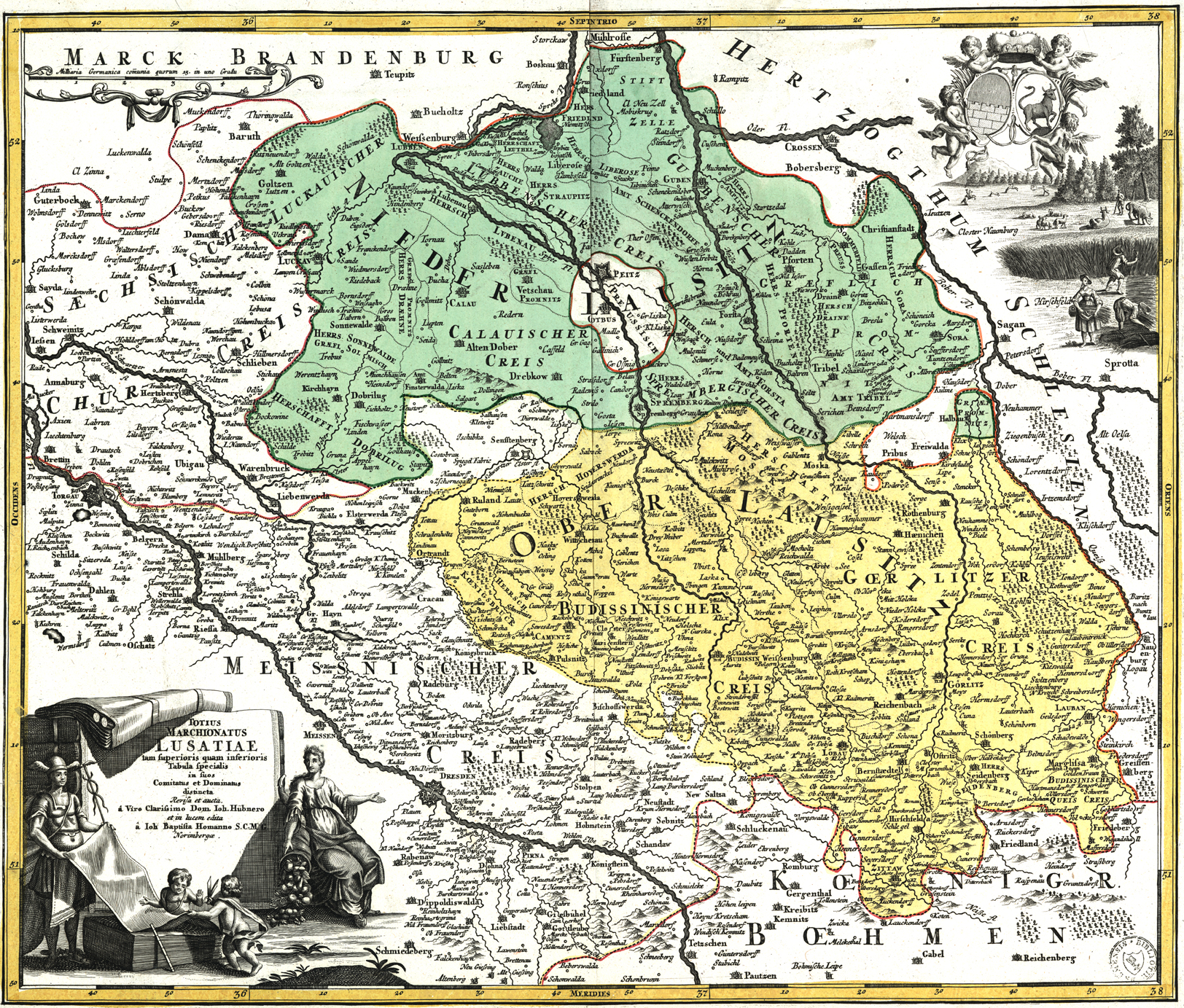
Мапа Лужиці, близько 1715. Склав Йоганн Гоманн

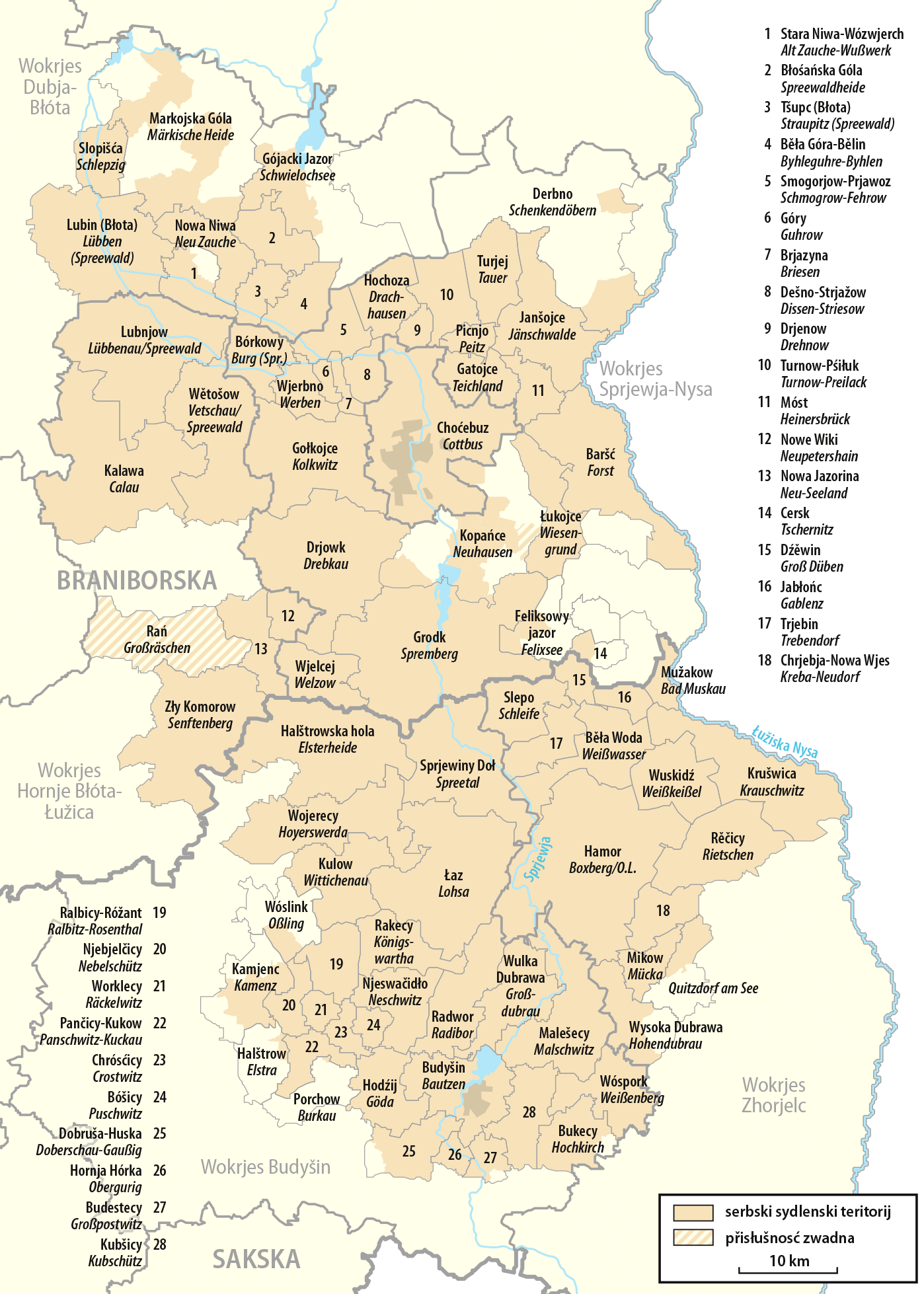
Сучасна мапа Лужиці верхньолужицькою мовою

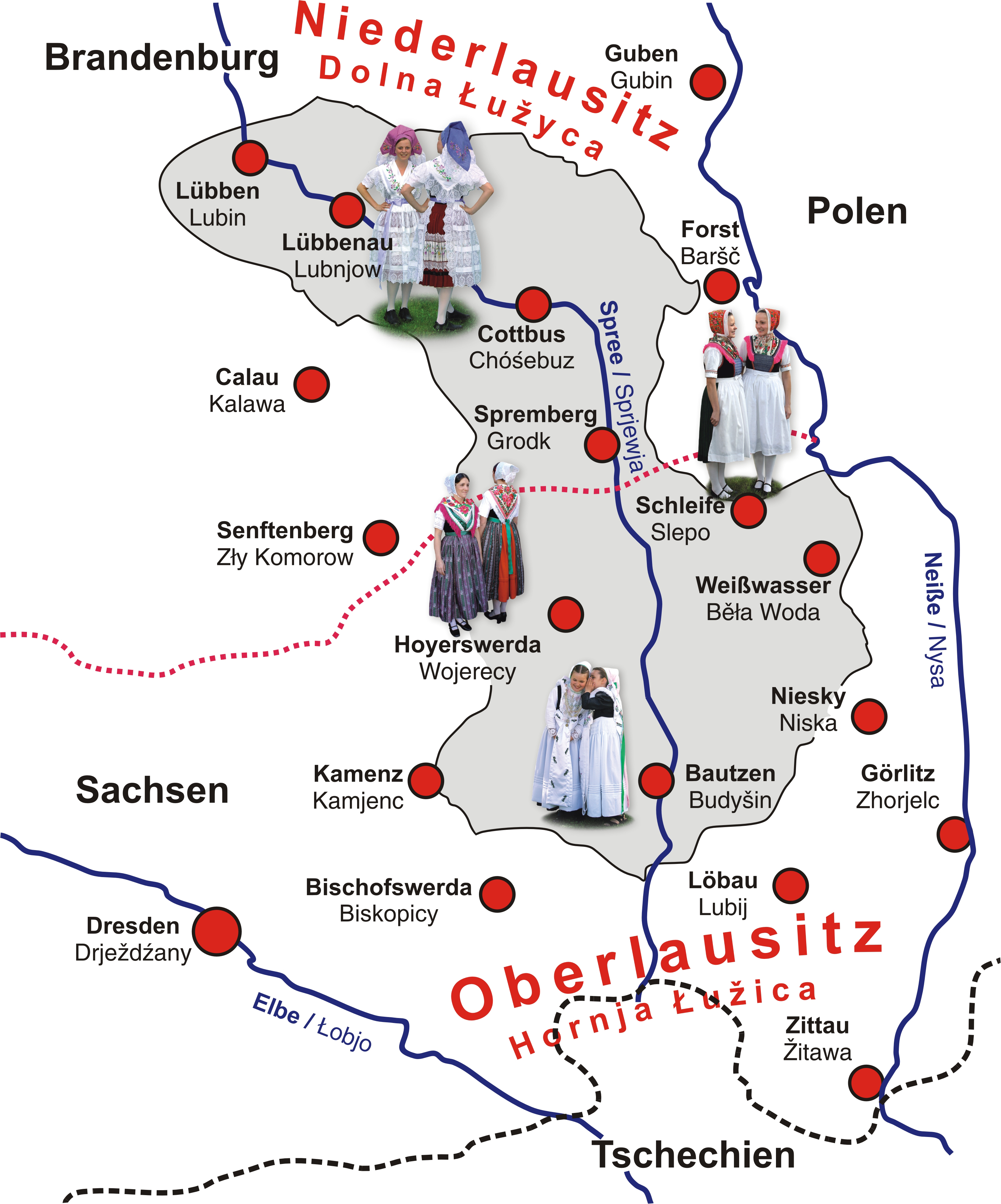
Нинішня територія Лужиці у Німеччині (написи знизу підписані лужицькими мовами)

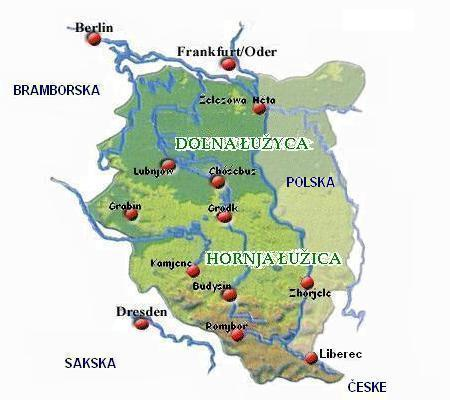
Мапа Лужиці рідною мовою

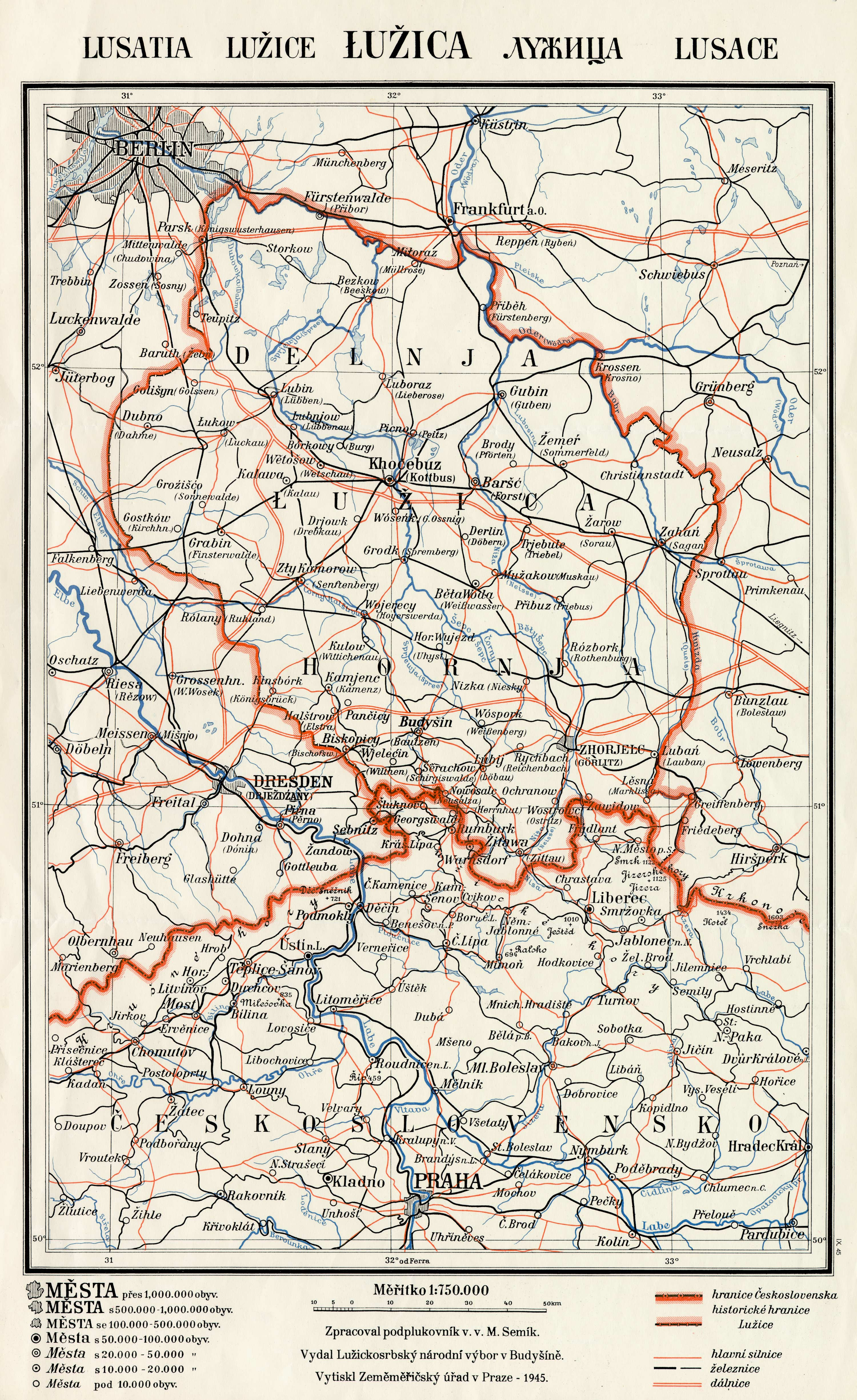
Мапа Лужиці із сорбськими та німецькими назвами

Прапор лужицького національного руху

Лужиця (нім. Lausitz, Лаузіц; в.-луж. Łužica, н.-луж. Łužyca, пол. Łużyce, чеськ. Lužice) — регіон у Центральній Європі, де здавна живе невеликий західнослов'янський народ лужицькі серби (сорби).
Географічно розташована між річками Бобром і Квізою на сході та Пульсніцом і Чорним Ельстером на заході, сьогодні це територія німецьких земель Саксонія та Бранденбург, а також Нижньої Сілезії в Польщі. В польській частині внаслідок депортації німецькомовного населення після 1945 розмовляють польською мовою, а в німецькій частині попри численні історичні заборони збереглися дві лужицькі мови — верхня (поширена в Саксонії) та нижня (поширена в Бранденбурзі).
Найбільшими містами Лужиці є Будишин (нім. Бауцен) та Хосебус (нім. Коттбус).

## Історичний поділ
Верхня Лужиця (нім. Oberlausitz, в.-луж. Hornja Łužica, н.-луж. Górna Łužyca) сьогодні є частиною німецької землі Саксонія, за винятком малої частини на східному березі річки Ниса-Лужицька (Neisse) із містом Любань, що після Другої світової війни відійшла до Польщі. Історичною столицею Верхньої Лужиці є місто Баутцен.
Місцевість є горбистою і простягається на південь до Лужицьких гір (Lausitzer Bergland) біля кордону з Чехією, де переходить навіть у гористу формуючи Лужицькі гори (Lausitzer Gebirge). Забудова міст Верхньої Лужиці не сильно постраждала під час світових воєн. Зараз, стародавні міста, такі як Баутцен, Герліц, Циттау привертають увагу туристів, головним чином мешканців Німеччини Польщі та Чехії. Багато сіл на півдні Верхньої Лужиці є прикладами пристосування до наявних природних умов, т.з. Umgebindehauser, і мають напівдерев'яні будинки змішаного слов'яно-франконського типу. До них належать такі села: Нідеркуннерсдорф, Оберкуннерсдорф, Версдорф, Йонсдорф, Соланд-ан-дер-Шпрее, Таубенгайм, Оппах, Варнсдорф та Еберсбах.
Нижня Лужиця (нім. Niederlausitz, в.-луж. Dolna Łužica, н.-луж. Dolna Łužyca) майже повністю знаходиться на території федеральної землі Бранденбург і характеризується численними лісами, долинами і луками. Серед міст можна відзначити: Котбус, Lubben, Lubbenau, Spremberg, Finsterwalde, та Senftenberg — Zly Komorow.
Між Верхньою та Нижньою Лужицями знаходиться область названа Grenzwall, що означає «прикордонна стіна». В середні віки ця область мала захисні ліси, тому вона перешкоджала розповсюдженню міст, цивілізації та пересуванню військ.
Лужиця ніколи в своїй історії не складала єдиної адміністративної одиниці, чи держави. Верхня та Нижня Лужиці мають різну, проте в деяких аспектах подібну історію розвитку. Місто Котбус найчисельніше в даному регіоні. В історичному плані Луккау виконує роль столиці Нижньої Лужиці, а Баутцен — столиці Верхньої Лужиці.

## Історія
Назва міста Бранденбург (Brandenburg) — лужицького походження (Brennabor). Бреннабор є словом складеним із двох: «бранити» (braniti) — тобто обороняти/чинити опір, та «бор» (bor) — фортеця. Останнє належить до тієї ж семантичної ніші, що й санскритське «пур» (pur). У сьогочасних англійській та німецькій мовах слово «бург» також означає фортецю.
Найвеличнішим артефактом, що полишили після себе середньовічні лужичани, є кільцева фортеця Радущ (Slawenburg Raddusch) в Нижній Лужиці, збудована у 8-му столітті (сьогодні реконструйована в натуральному вигляді). Кільцева фортеця Радуща має висоту близько 9 м, внутрішній діаметр близько 50 м, а зовнішній — 70 м.
У ранньому середньовіччі було багато подібних кільцевих фортець на території Лужиці. Вони мали земельно-дерев'яну конструкцію. Для будівництва використовували молоді дуби (символічно, що лужичі, як різновид вендів, вклонялися вербі — лінден). Фортеця в Радущі має два тунельні входи, через які можна потрапити всередину.
Сьогодні Лужиця є центром лужицької культури, що є різновидом вендської. Близько 1200 років до н. е. венди через численні міграції розповсюдили культуру похоронних урн у різних частинах Європи, що змінило не тільки матеріальний світ, проте і духовний древнього континенту. Вендський народ Лужиці ніколи не був завойований кельтами (які поклонялися дубу), чи римлянами. Ось чому оригінальна мова вендів найкраще збереглася в Лужиці до нашої пори.

## Гімн Лужиці
Основна стаття: Гімн лужицьких сербів
| Нижньолужицька мова Rědna Łužyca | Верхньолужицька мова Rjana Łužica |
| --- | --- |
| Rědna Łužyca, spšawna, pśijazna, mojich serbskich woścow kraj, mojich glucnych myslow raj, swěte su mě twoje strony. Cas ty pśichodny, zakwiś radostny! Och, gab muže stanuli, za swoj narod źěłali, godne nimjer wobspomnjeśa! | Rjana Łužica, sprawna přećelna, mojich serbskich wótcow kraj, mojich zbóžnych sonow raj, swjate su mi twoje hona! Časo přichodny, zakćěj radostny! Ow, zo bychu z twojeho klina wušli mužojo, hódni wěčnoh wopomnjeća! |